# US National Indoor 2013
US National Indoor 2013 — ежегодный профессиональный теннисный турнир в серии ATP 500 для мужчин и международной серии для женщин. Соревнования проводилось на крытых хардовых кортах в Мемфисе, США. Мужчины выявили лучших в 38-й раз, а женщины — в 28-й. Турнир прошёл с 16 по 24 февраля.
Прошлогодние победители:
- мужчины одиночки —  Юрген Мельцер
- женщины одиночки —  София Арвидссон
- мужчины пары —  Максим Мирный /  Даниэль Нестор
- женщины пары —  Андреа Главачкова /  Луция Градецкая

## Соревнования

### Одиночные турниры

#### Мужчины
Кэй Нисикори обыграл  Фелисиано Лопеса со счётом 6-2, 6-3.
- Нисикори выигрывает 1й титул в сезоне и 3й за карьеру в основном туре ассоциации.
- Лопес уступает 1й финал в сезоне и 6й за карьеру в основном туре ассоциации.

#### Женщины
Марина Эракович обыграла на отказе  Сабину Лисицки, при счёте 6-1 в свою пользу.
- Эракович с третьей попытки побеждает в финале турнира ассоциации.
- Лисицки уступает 2й финал в сезоне и 4й за карьеру в туре ассоциации.

### Парные турниры

#### Мужчины
Боб Брайан /  Майк Брайан обыграли  Джеймса Блейка /  Джека Сока со счётом 6-1, 6-2.
- Братья выигрывают 3й в сезоне и 85й за совместную карьеру титул на соревнованиях основного тура ассоциации.

#### Женщины
Кристина Младенович /  Галина Воскобоева обыграли  Софию Арвидссон /  Юханну Ларссон со счётом 7-65, 6-3.
- Младенович выигрывает 1й титул в сезоне и 4й за карьеру в туре ассоциации.
- Воскобоева выигрывает 1й титул в сезоне и 4й за карьеру в туре ассоциации.